# Ben Lewis (Dokumentarfilmer)
Ben Lewis (* 1966) ist ein britischer Dokumentar-Filmemacher, Autor und Kunstkritiker.

## Leben
Lewis studierte Geschichte und Kunstgeschichte in Cambridge und Berlin. Als Twen arbeitete er bei MTV, als DJ und führte kurze Zeit ein Plattenlabel, bevor er in Magazinformaten für BBC und Channel 4 tätig wurde. 2001 etablierte er seine eigene Produktionsfirma BLTV.
Den Zuschauern des Senders BBC brachte er mit der Dokumentation „Baader Meinhof - In love with terror“ (2002) deutsche Zeitgeschichte näher. Zu seinen Werken gehören ferner “The King of Communism: The pomp and pageantry Nicolae Ceaușescu”, für das er 2002 einen Grierson Award gewann; “Hammer and Tickle: the Communist Joke Book”, das beim Tribeca Film Festival 2006 Premiere feierte und im selben Jahr beim Zürcher Filmfestival als beste Dokumentation ausgezeichnet wurde. Das darauf basierende Buch erschien 2008 bei Weidenfeld and Nicholson.
Seine Reihe Art Safari über zeitgenössische Künstler erreichte Bronze bei den New York Television Awards und wurde 2007 mit dem Grimme-Preis ausgezeichnet. Art Safari porträtierte u. a. Maurizio Cattelan, Takashi Murakami, Matthew Barney, Sophie Calle und Wim Delvoye. Im Auftrag der Deutschen Bank produzierte Lewis auch einen „Art Safari“-Film als limitierte Ausgabe auf DVD für die Deutsche Guggenheim Ausstellung „Affinities“ 2007.
Sein Film The Great Contemporary Art Bubble über Aufstieg und Fall des Marktes für zeitgenössische Kunst war Eröffnungsfilm beim Tel Aviv Arts Film Festival und gewann beim Foyle International Film Festival den Preis als bestes Dokumentar-Feature.
Für die Zeitschrift Prospect schreibt er eine monatliche Kunst-Kolumne. Lewis veröffentlichte Beiträge im Evening Standard, The Times, Sunday Times, The Observer, Financial Times und im Sunday Telegraph sowie in Monopol und der israelischen Zeitschrift Programma.
Im Rahmen der Kunstsendung Art Safari auf ARTE ließ sich Lewis ein Motiv von Wim Delvoye tätowieren.

## Schriften (Auswahl)
- Hammer & Tickle. The Communist Joke Book. London: Weidenfeld & Nicholsen 2008

Deutsche Ausgabe: Das komische Manifest. Kommunismus und Satire von 1917 bis 1989. Aus dem Englischen von Anne Emmert. Karl Blessing, München 2010, ISBN 978-3-89667-393-0
- The Last Leonardo. The Making of a Masterpiece. London: Harper, Collins 2019. ISBN 978-0-00-831342-5
- Horizons, Zones and Outer Spaces.The Art of John Loker London: King 2019. ISBN 978-1-78627-442-7